# Orusco de Tajuña
Orusco de Tajuña é um município da Espanha na província e comunidade autónoma de Madrid, de área 21,51 km² com população de 1076 habitantes (2007) e densidade populacional de 32,85 hab/km².

## Demografia
| Variação demográfica do município entre 1991 e 2004 | Variação demográfica do município entre 1991 e 2004 | Variação demográfica do município entre 1991 e 2004 | Variação demográfica do município entre 1991 e 2004 |
| --------------------------------------------------- | --------------------------------------------------- | --------------------------------------------------- | --------------------------------------------------- |
| 1991                                                | 1996                                                | 2001                                                | 2004                                                |
| 585                                                 | 670                                                 | 658                                                 | 703                                                 |